# XD-Picture Card

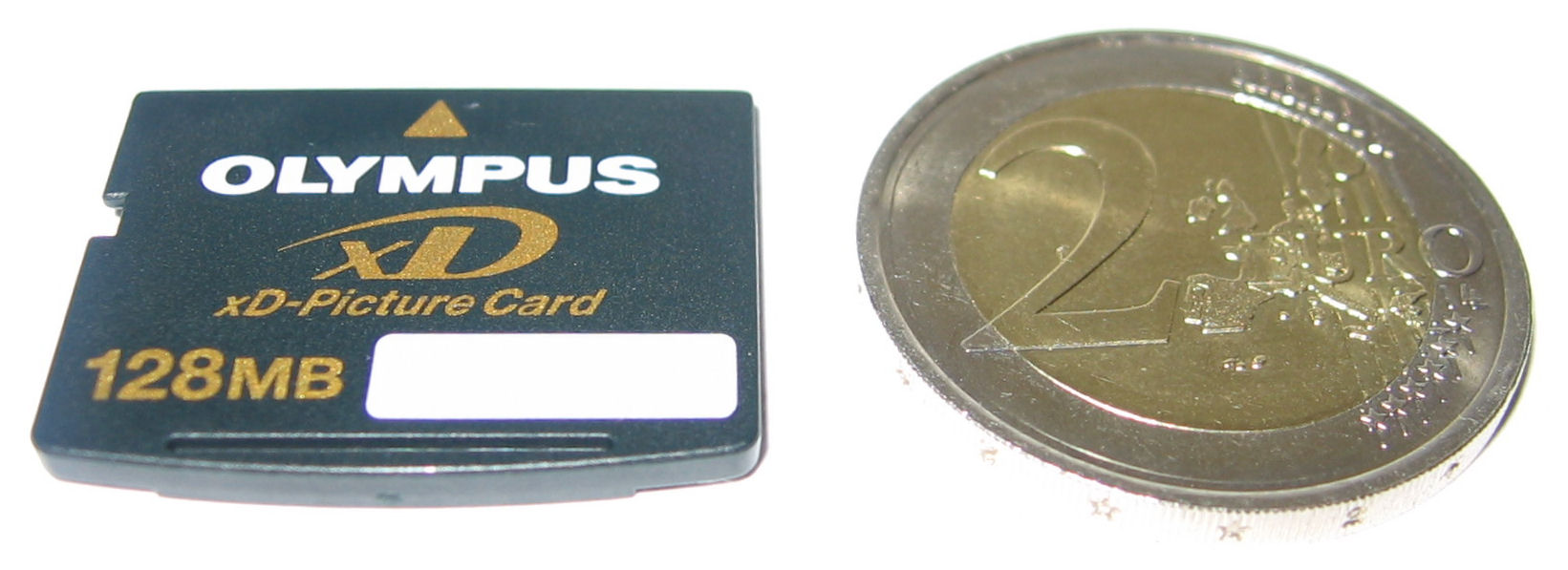
Een xD-geheugenkaart in verhouding tot een 2 euromuntstuk.

De xD-Picture card is een geheugenkaart die is opgebouwd met flashgeheugen. De afkorting xD staat voor extreme digital. Het werd gezamenlijk ontwikkeld door Olympus en Fujifilm en werd op de markt gebracht in juli 2002. Toshiba en Samsung Electronics vervaardigen de geheugenkaarten voor zowel Olympus als Fujifilm. Andere merken, waaronder Hama, Kodak, Lexar en SanDisk verkopen xD-cards onder hun eigen merknaam.
xD geheugenkaarten worden gebruikt in digitale camera's van Olympus, Kodak en Fujifilm. Momenteel zijn ze verkrijgbaar in de volgende opslagcapaciteiten: 16 MB (16 MiB), 32 MB, 64 MB, 128 MB, 256 MB, 512 MB, 1 GB (1 GiB) en 2 GB (Type M). De afmetingen van een xD-kaart zijn 20 mm × 25 mm × 1,78 mm (lxbxh) en weegt 2,8 gram.
De varianten van 16 MB en 32 MB schrijven 1,3 MB/s en lezen met 5,0 MB/s. De 64 MB, 128 MB en 256 MB en 512 MB-varianten schrijven 3,0 MB/s en lezen 5,0 MB/s. De 1 GB en de 2 GB (Type M) schrijven met 2,5 MB/s en lezen met 4,0 MB/s.
Type M is een doorontwikkeling van de xD-kaart en werd in 2005 uitgebracht. Het maakt gebruik van Multi Level Cell (MLC) architectuur om een grotere opslagcapaciteit te bereiken dan 512 MB. Hoewel de capaciteit van het Type M een theoretisch maximum van 8GB heeft, is een 2 GB-kaart momenteel de grootst mogelijke kaart in dit gamma. Het Type M heeft enkele compatibiliteitskwesties met oudere digitale camera's (met name tijdens video-opnames) en heeft marginaal langzamere lees- en schrijfsnelheden in vergelijking tot de 512 MB-kaart. Eind 2005 werd het Type H geïntroduceerd, dat vooralsnog geen opmerkelijke snelheidsverbeteringen bood.
De afbeeldingen worden overgebracht van de xD-kaart naar de computer via een USB-kabel of door de kaart te verwijderen uit de digitale camera en deze in een kaartlezer op de computer te steken. In beide gevallen herkent de computer de kaart als een massaopslagapparaat.

## Het xD-formaat i.v.t. rivaliserende kaartformaten
Dit zijn slechts algemene tendensen, aangezien er vele kaartformaten zijn met verschillende opslagcapaciteiten en van vele verschillende merken. Voor meer detailleerde informatie over andere formaten, zie aldaar. Het xD-formaat concurreert hoofdzakelijk met de Secure Digital Card (SD), de CompactFlash (CF), en de Sony MemoryStick.

### Voordelen
- xD-kaarten zijn relatief snel in vergelijking tot oudere kaartformaten als SmartMedia (SM), MultiMediaCard (MMC) en MemoryStick (MS).
- xD-kaarten hebben relatief kleine afmetingen in vergelijking met andere formaten.
- Een adapter kun je in de SmartMedia sleuf drukken en in die adapter kun je een xD kaart doen. Dit omdat SmartMedia kaart niet meer in productie is. De bewuste adapter is nog wel in productie, dit om mensen te helpen die geen lege SmartMediakaart meer hebben voor hun toestel.

### Nadelen
- xD-kaarten hebben een vrij kleine theoretische maximumcapaciteit in vergelijking met andere formaten.
- xD-kaarten zijn (veel) langzamer dan de belangrijkste concurrent SecureDigital (SD).
- xD-kaarten zijn over het algemeen duurder dan kaarten van andere formaten.
- xD-kaarten worden minder algemeen ondersteund dan veel andere formaten, zowel bij digitale camera's, kaartlezers en elektronicafabrikanten.
- xD-kaarten is een merkgebonden formaat dat slechts door Fujifilm en Olympus wordt gebruikt, vergelijkbaar met de MemoryStick door Sony. Dit betekent dat er geen openbare documentatie of implementatie beschikbaar is.

CompactFlash · Microdrive · Multi Media Card · Secure Digital Card · Memory Stick · xD-Picture Card · SmartMedia · P2 Card